# Ilha Kodiak
A Ilha Kodiak é uma ilha do estado norte-americano do Alasca. É uma grande ilha na costa sul do Alasca, separada do continente pelo estreito de Shelikhov. A ilha de Kodiak é parte do Distrito de Kodiak Island.

## História
A ilha foi explorada em 1763 pelo comerciante de peles russo Stepan Glotov. Foi o primeiro local do Alasca onde se estabeleceu uma permanente ocupação russa, por iniciativa de Grigory Shelikhov em 22 de Outubro de 1784. A colónia moveu-se para onde hoje é a localidade de Kodiak em 1792 tornando-se o centro do comércio de peles russo. Em 1912 o Novarupta tem uma erupção no continente mas atinge a ilha com cinza vulcânica, causando vasta devastação e perda de vidas. A ilha foi igualmente atingida por um forte sismo na Sexta-feira Santa de 1964 e subsequente tsunami.

## Geografia
É a maior ilha do Alasca e a segunda maior ilha dos Estados Unidos, depois da Ilha Grande do Havaí, com 9311 km² de superfície. Tem 160 km de comprimento e varia entre 16 e 96 km de largura. A Ilha Kodiak é a maior do Arquipélago Kodiak.

## Ecologia

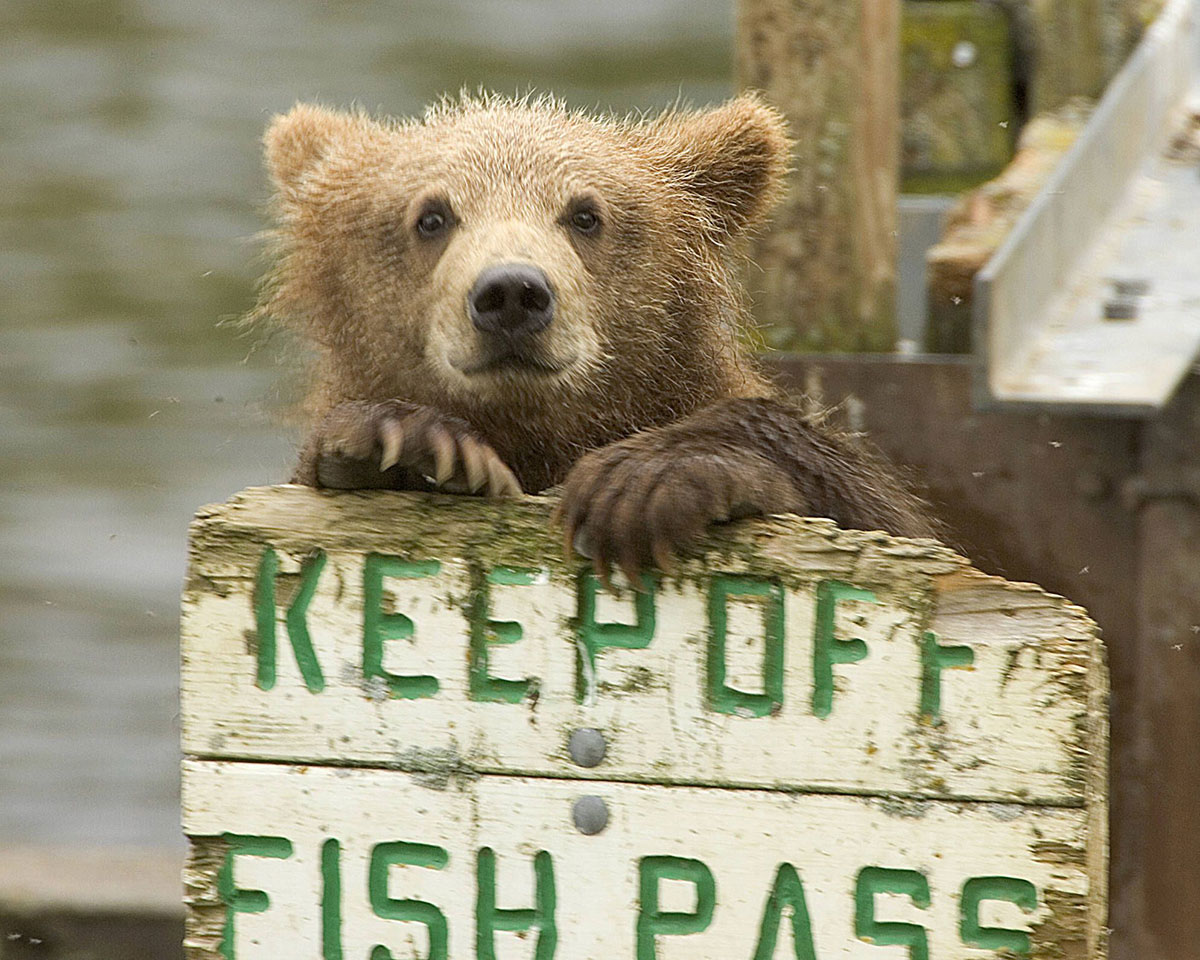
Um filhote de urso-de-kodiak com as patas em um sinal

Quase dois terços da ilha é ocupada por uma reserva ecológica gerenciada pela United States Fish and Wildlife Service. Entre as espécies protegidas, estão os ursos-de-kodiak, salmonídeos, lontras marinhas, leões marinhos e outros mamíferos marinhos e aves migratórias.